# Ma'assebuch

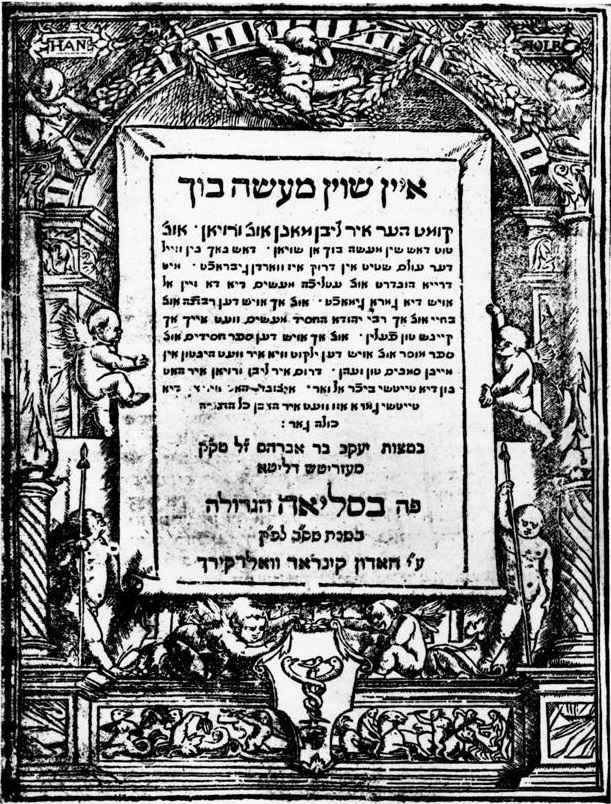
1602 Erstausgabe, Basel. Gedruckt durch Konrad Waldkirch.

Das Ma'assebuch, eigentlich Ajn schojn masse buch (jiddisch מעשׂה־בוך von hebr. ma'asse = Erzählung) ist eine Sammlung von mündlich überlieferten jiddischen Erzählungen, Sagen, Legenden und Gleichniserzählungen.
Sie basieren vor allem auf Geschichten aus den Midraschim und dem Talmud und stehen in der Tradition der askenasischen Juden in Westeuropa.
Dabei werden wunderbare Taten von biblischen Gestalten, Rabbinen und Zaddikim geschildert, sowie märchenhafte Geschichten aus dem Morgen- und Abendland erzählt.
Es wurde 1602 das erste Mal in Basel von Konrad Waldkirch gedruckt. Es folgten zahlreiche Nachdrucke, die auf breites Interesse stießen. In Gießen erschien 1612 eine Ausgabe in deutscher Sprache. Die Amsterdamer Ausgabe (1701) systematisierte die Erzählungen und fügte neue ein. Die Frankfurter (1703) und Rödelheimer Ausgabe (1753) zeichnen sich durch Hinzufügung kabbalistischer Episoden aus. Bis zum Jahr 1870 waren über 20 Auflagen erschienen. Die erste englischsprachige, aus dem Jiddischen übersetzte Ausgabe des Linguisten und ehemaligen sephardischen Oberrabbiners von England Moses Gaster erschien 1934.
Zielgruppe des Buches waren sowohl Gelehrte als auch Frauen.
Das Buch leistete einen wichtigen Beitrag dafür, dass sich Jiddisch als Literatursprache etablierte.

## Ausgaben
- Jakob bar Abraham Pollak (Hrsg.): Eyn shoyn mayśeh bukh: ḳumṭ her ir liben manen un ṿroyan, un ṭuṭ daś shin mayśeh bukh an shoyan ..., Konrad Waldkirch, Basel 1602, Digitalisat der Universitäts-Bibliothek Basel mit bibliografischen Angaben
- Christoph Helwig (Hrsg.): Jüdische Historien/ Oder/ Thalmudische/ Rabbinische/ wunderbarliche Legenden/ so von den Jüden als warhafftige und heylige Geschicht/ an ihren Sabbathen und Feyertagen gelesen werden: Darauß dieses verstockten Volcks Aberglauben und Fabelwerck zu ersehen / Auß ihren eigenen Büchern in Truck Teutsch verfertiget, Caspar Chemlein, Giessen 1611, Digitalisat der Herzog August Bibliothek Wolfenbüttel
- Mayse-bukh, Yehudah Bak[2], Prag 1665[3][4]

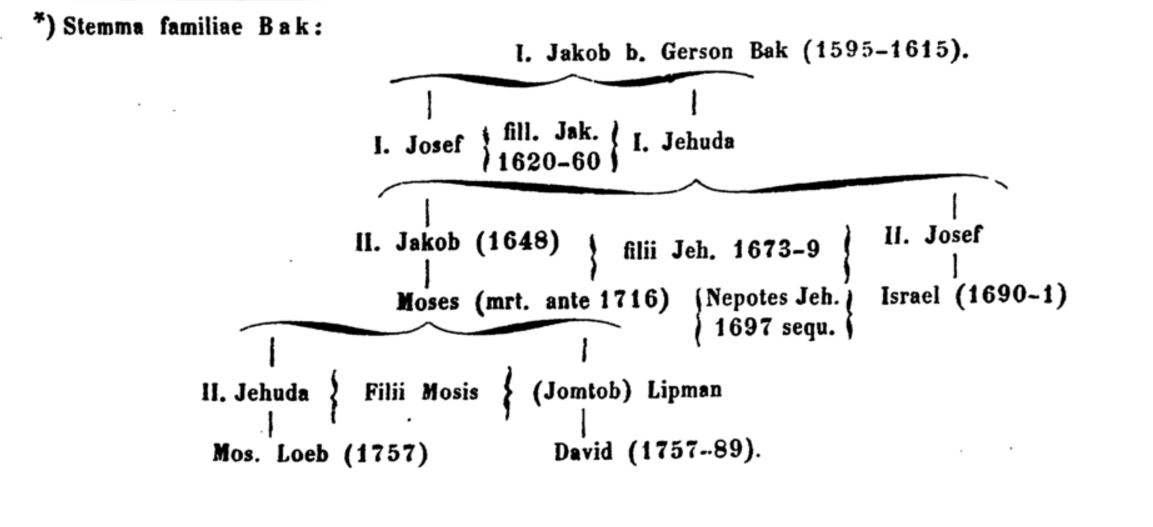
Stammbaum der Prager Druckerfamilie Bak aus Moritz Steinschneider (Hrsg.): Catalogus Librorum Hebraeorum in Bibliotheca Bodleiana. iussu curatorum digessit et notis instruxit M. Steinschneider. Friedländer, Berlin 1852–1860

- Isaak Jüdels: Ayn shin Ma'ase-Bukh, Jüdels, Wilhermsdorf s. a., ca. 1673 (Freimann: 1673–1677, Steinschneider 1670–1680) Digitalisat der Universitäts-Bibliothek Erlangen-Nürnberg (unterscheidet sich lt. Meitlis 1933 in nichts von Prag 1665; Isaak Jüdels entstammt der Prager Druckerfamilie der Gersoniden. )
- Jonathan b. Jaacob (Hrsg.): Neu Ma'asse-Buch. Sabbatai Bass, Dyhernfurth 1697 (verschieden von den Ausgaben 1706 und 1709)[5]

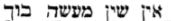
Ma'assebuch Dyhernfurth 1709

- Ayn shen mayśe-bukh: kȯmt her liben manen un' frouen un' tut das schėn maeśe̲-buch an schauen mit dreiʼ hundert un' etlichė maʻeśim bei anander gebracht ... Ascher Anschel ben Elieser, Amsterdam 1701, Kostenpflichtiger Download des Digitalisats des Exemplars der Universitätsbibliothek Rostock (mit Bibliogr. Nachweis.)
- Maiśebuch: wo arinn fil wundrlichi šini maiśes oiz dem zohar un andri kabole sefer gitzogn zainn ... mit 354 andri maiśes zich kon ermaien ... oiz dem talmud ..., Wust, Frankfurt am Main 5463 (= 1702/03), Digitalisat der Universitätsbibliothek Johann Christian Senckenberg Frankfurt am Main
- Isak Gersoni: Mayse-bukh Wilhermsdorf s. a. (bei Steinschneider 1848 erwähnt als unterschiedliche Ausgabe zu 1703, da anderer Herausgeber wohl auch unterschiedliche Ausgabe zu ca. 1673 ; Verwandtschaft siehe Wilhermsdorf ca. 1673)
- 1703 Wilhermsdorf (bei Steinschneider 1848 und Meitlis 1933 erwähnt)
- 1703 Frankfurt am Main (bei Steinschneider 1848 erwähnt, lt. Meitlis 1933 erweiterte Ausgabe)
- Ma'assebuch (hebräischer Titel siehe Abb.). 354 Sagen und Legenden aus Talm. und Midr. u. s. w. gesammelt von Ascher Anschel b. Leiser, Sabbatai Bass, Dyhernfurth 1706[6] Ma'assebuch Dyhernfurth 1706

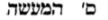
Ma'assebuch Dyhernfurth 1706

- Ein šin maiśebuch: komṭ her libn mann un froien un ṭuṭ doś šin maiśe buch an šoien ; mit 300 un eṭlichi maiśes bai agndr gbrachṭ ... ir libi laiṭ di do zain lib hober fun ṭaiṭš leienn ... Gottschalk, Frankfurt (Oder) 5469 [= 1708/09], Digitalisat der Universitätsbibliothek Johann Christian Senckenberg Frankfurt am Main, Meitlis 1933 nennt als Verleger einen Phöbus B. Elias.[7]
- Ma'assebuch (hebräischer Titel siehe Abb.). Sabbatai Bass, Dyhernfurth 1709[8]

- Ayn shen mayśe-bukh: kȯmt her liben manen un' frouen un' tut das schėn maeśe̲-buch an schauen mit dreiʼ hundert un' etlichė maʻeśim bei anander gebracht ... Gerson Wiener, Berlin 1709. Nach Meitlis 1933 ein Nachdruck der Ausgaben Amsterdam 1701 und Frankfurt/Oder 1708/09 mit gleichem Titel.[9] Gerson Wiener war Drucker in Frankfurt/Oder und Berlin.[10]
- Allerlei Geschichten. Maasse-Buch, Buch der Sagen und Legenden aus Talmud und Midrasch nebst Volkserzählungen in jüdisch-deutscher Sprache. Amsterdam 1723 (deutscher Titel nach der Übersetzung von Pappenheim 1929) (enthält lt. Steinschneider 1848 eine „Reisebeschr. des Gerson“, verm. ist damit der Hrsg. Iask Gersoni der Ausgabe Wilhermsdorf s. a. gemeint)
- Maase-Buch, worinnen viele wunderlich-schöne Masim (d. i. Geschichte)..., Simson Hanau, Homburg 1727 (Titel nach Gosche 1861)
- 1753 Rödelheim durch Jona ben Josche Gamburg bei Karl Reich Digitalisat der Ausgabe Rödelheim 1752/53
- NN. (Name in hebräischen Buchstaben siehe Abb.): Nürnberg, 1763 (lt. Meitlis 1933 erweiterte Ausgabe und Nachdruck von Frankfurt 1703 oder Rödelheim 1753)

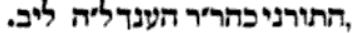
Herausgeber des Nürnbergs Ma'assebuchs 1763

- Bertha Pappenheim (Hrsg.): Allerlei Geschichten. Maasse-Buch. Buch der Sagen und Legenden aus Talmud und Midrasch nebst Volkserzählungen in jüdisch-deutscher Sprache. Nach der Ausgabe des Ma’ase-Buches Amsterdam 1723 bearbeitet von Bertha Pappenheim. Mit einem Geleitwort von Ismar Elbogen. J. Kauffmann, Frankfurt a. M. 1929 (unveränderter Nachdruck: Hofenberg, 2014, ISBN 3843032602) Volltext online bei Zeno.org
- Eleasar Fawir (auch Elieser) (Hrsg.): Ma'assebuch Żółkiew (= Schowkwa) 1802 (bei Meitlis 1933 erwähnt)
- Vilnius 1837 (bei Meitlis 1933 erwähnt)
- Warschau 1845 (bei Meitlis 1933 erwähnt)
- Gerimte Geschichte. (hebräischer Titel siehe Abb.) Lemberg 1851 (Meitlis 1933: vermutlich ein Nachdruck von Zolkiew 1802 ; es handelt sich hier um einen ersten Teilband – der zweite wird im Buch angekündigt ist aber wohl nicht erschienen ; der Herausgeber beruft sich im Vorwort auf eine nicht bekannte Ausgabe von 1705.) Ma'assebuch Lemberg 1851

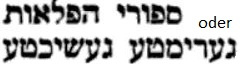
Ma'assebuch Lemberg 1851

- Moses Gaster (Hrsg.): Ma'aseh book : book of Jewish tales and legends. The Jewish publication Society of America, Philadelphia, 1934. (Faksimile-Neuauflage 1981, ISBN 0827601891), nach der Ausgabe Amsterdam 1723
- Ludwig Strauß (Hrsg.): Geschichtenbuch aus dem jüdisch-deutschen Maaßebuch / ausgew. u. übertr. von Ludwig Strauß. Schocken, Berlin 1934, (Bd. 18 der Bücherei des Schocken Verlags)
- Ulf Diederichs (Hrsg.): Das Ma'assebuch: Altjiddische Erzählkunst. ins Hochdt. übertr., kommentiert und hrsg. von Ulf Diederichs. Dt. Taschenbuch-Verl., München 2003, ISBN 3-423-13143-8 (2., verbesserte Aufl. 2004, ISBN 3-423-13143-8), nach der Ausgabe Amsterdam 1723